# Krasówka (kolonia w powiecie bialskim)
Krasówka – kolonia w Polsce położona w województwie lubelskim, w powiecie bialskim, w gminie Łomazy.
W latach 1975–1998 miejscowość należała administracyjnie do województwa bialskopodlaskiego.
Według spisu powszechnego z roku 1921 miejscowość Krasówka kolonia posiadała 18 domów i 121 mieszkańców.